# Arbeitsmedizinische Vorsorge
Die arbeitsmedizinische Vorsorge wird in der Verordnung zur arbeitsmedizinischen Vorsorge (ArbMedVV) geregelt.
Die dort gegebene Definition wird häufig auch auf andere Bereiche der Arbeitsmedizin angewandt. Sie entspricht im Wesentlichen dem Aufgabenkatalog des Betriebsarztes im Arbeitssicherheitsgesetz (ASiG).

## Aufgaben
Arbeitsmedizinische Vorsorge beinhaltet
- die Beurteilung der Arbeitsbedingungen, Belastungen und Gefährdungen
- die Empfehlung von Maßnahmen zur Verbesserung der Arbeitsbedingungen
- die Aufklärung und Beratung der Beschäftigten
- spezielle arbeitsmedizinische Vorsorgeuntersuchungen zur Früherkennung von Berufskrankheiten und Gesundheitsstörungen (auch Biomonitoring bei anerkannten Verfahren)
- arbeitsmedizinisch begründete Empfehlungen zur Überprüfung von Arbeitsplätzen
- Fortentwicklung des betrieblichen Gesundheitsschutzes aufgrund von gewonnenen Erkenntnissen

Mit der arbeitsmedizinischen Vorsorge darf der Arbeitgeber nur Ärzte beauftragen, die Fachärzte für Arbeitsmedizin sind oder die Zusatzbezeichnung Betriebsmedizin führen. Dabei ist die Einsatzzeit von Betriebsärzten als auch von Fachkräften für Arbeitssicherheit durch die DGUV Vorschrift 2 streng geregelt, die im Januar 2011 erlassen wurde. Die genaue Kenntnis der betrieblichen Arbeitsplätze und -prozesse aus eigener Anschauung und der regelmäßige Dialog mit den Beschäftigten sind Voraussetzung für eine sachgerechte und effiziente Vorsorge.
Der Arbeitgeber hat nach § 3 der Verordnung zur arbeitsmedizinischen Vorsorge (ArbMedVV) „auf der Grundlage der Gefährdungsbeurteilung für eine angemessene arbeitsmedizinische Vorsorge zu sorgen“. Bei einer solchen Beurteilung der Arbeitsbedingungen ist eine enge Zusammenarbeit mit dem Betriebsarzt und der Fachkraft für Arbeitssicherheit anzustreben.
In der Regel sollte also der vom Arbeitgeber bestellte Betriebsarzt, der die oben genannte Qualifikation besitzen muss, sich um alle Themen des betrieblichen Gesundheitsschutzes kümmern. Dazu gehören auch spezielle arbeitsmedizinische Vorsorgeuntersuchungen bei besonderen Belastungen, etwa durch Gefahrstoffe oder Lärm. Sind spezielle Kenntnisse oder Geräte erforderlich (z. B. beim Röntgen), zieht der Betriebsarzt die entsprechenden Spezialisten hinzu.

## Gesetzliche Grundlage
- Arbeitsschutzgesetz (ArbSchG)
- Arbeitssicherheitsgesetz (ASiG)
- Gefahrstoffverordnung (GefStoffV)
- Verordnung zur arbeitsmedizinischen Vorsorge (ArbMedVV)

## Rechtliche Bedeutung
Die arbeitsmedizinische Vorsorge resultiert aus der arbeitsrechtlichen Fürsorgepflicht des Arbeitgebers gegenüber seinen Beschäftigten. Rechtsgrundlage ist die Verordnung zur arbeitsmedizinischen Vorsorge (ArbMedVV). Sie wird unter anderem im Arbeitsschutzgesetz beschrieben, das die einschlägigen EU-Richtlinien in deutsches Recht umsetzt.
Die Gestaltung der Arbeitsbedingungen nach dem aktuellen Stand von Wissenschaft und Technik verhütet die Entstehung arbeitsbedingter Gesundheitsstörungen (Primäre Prävention). Durch Vorsorgen wird verhindert, dass sich Erkrankungen verschlimmern, die durch Belastungen bei der Arbeit entstanden sein können.
Mehr Möglichkeiten, Rechtssicherheit und Transparenz beim individuellen betrieblichen Gesundheitsschutz soll die Verordnung zur Rechtsvereinfachung und Stärkung der arbeitsmedizinischen Vorsorge (ArbMedVV) schaffen, die am 24. Dezember 2008 in Kraft trat. Das Bundesarbeitsministerium stellt in einer Ankündigung eines Referentenentwurfs der Verordnung fest: „Die Veränderungen in der Arbeitswelt bringen für die Beschäftigten neue Belastungen und Beanspruchungen mit sich. Muskel-Skelett-Erkrankungen und psychische Erkrankungen nehmen zu. Gleichzeitig erfordert die demografische Entwicklung eine deutliche Verlängerung der Lebensarbeitszeiten.“